# Sowietskij Azierbajdżan
Sowietskij Azierbajdżan (ros. Советский Азербайджан; azer. Sovet Azərbaycanı) – rosyjski, azerski, a następnie sowiecki statek pływający od końca XIX wieku po Morzu Kaspijskim.
W 1893 r. w Szwecji na zamówienie Rosjan został zbudowany towarowo-pasażerski statek parowy. Po dotarciu do Rosji pływał po Morzu Kaspijskim pod nazwą „Puszkin”. W 1919 r. został przejęty przez interwencyjne wojska alianckie. Brytyjczycy przekazali go następnie nowo formowanej flocie wojennej Demokratycznej Republiki Azerbejdżanu. Po uzbrojeniu (2 działa 130 mm i 1 lub 2 karabiny maszynowe) na przełomie 1919/1920 r., pełnił rolę krążownika pomocniczego. Stał się najsilniejszym okrętem wojennym azerskiej marynarki wojennej. 28 kwietnia 1920 r., kiedy wojska bolszewickie zajęły Baku, parochod wszedł w skład Floty Wojennej Sowieckiego Azerbejdżanu. Otrzymał nazwę „Sowietskij Azierbajdżan”. Następnie wziął udział w końcowym okresie wojny domowej (walki w rejonie Lenkoranu i Bandar-e Anzali). Od końca lipca 1921 r. wchodził w skład pogranicznych sił morskich OGPU. Następnie, po zdjęciu uzbrojenia, został przekazany Towarzystwu „Kaspijskoje parochodstwo”. Jesienią 1939 r. zatonął podczas sztormu, kiedy płynął z Bandar-e Anzali do Baku.